# Roberto Marcelo Levingston
Roberto Marcelo Levingston (ur. 19 stycznia 1920 w San Luis, zm. 17 czerwca 2015 w Buenos Aires) – prezydent Argentyny.

## Życiorys
Levingston urodził się 19 stycznia 1920 roku. Był generałem argentyńskiej armii, a od 18 czerwca 1970 roku do 22 marca 1971 roku był prezydentem Argentyny.